# Milíkov (Stříbro)
Milíkov je malá vesnice, část města Stříbro v okrese Tachov v Plzeňském kraji. Nachází se asi pět kilometrů západně od Stříbra. Milíkov leží v katastrálním území Milíkov u Stříbra o rozloze 5,19 km².

## Historie
První písemná zmínka o vesnici pochází z roku 1115.

## Obyvatelstvo
| Rok            | 1869 | 1880 | 1890 | 1900 | 1910 | 1921 | 1930 | 1950 | 1961 | 1970 | 1980 | 1991 | 2001 | 2011 | 2021 |
| -------------- | ---- | ---- | ---- | ---- | ---- | ---- | ---- | ---- | ---- | ---- | ---- | ---- | ---- | ---- | ---- |
| Počet obyvatel | 214  | 178  | 167  | 168  | 196  | 187  | 184  | 111  | 91   | 72   | 74   | 51   | 52   | 64   | 80   |
| Počet domů     | 34   | 34   | 32   | 34   | 33   | 33   | 36   | 30   | 25   | 21   | 26   | 25   | 28   | 27   | 36   |

## Obecní správa
Při sčítání lidu v letech 1850–1963 Milíkov byl samostatnou obcí v okrese Stříbro. Od roku 1964 je částí města Stříbro v okrese Tachov.

## Pamětihodnosti
- Asi jeden kilometr severovýchodně od vesnice se na ostrožně nad soutokem Otročínského potoka a Mže nachází milíkovské hradiště.[8]
- Kaple

## Další fotografie

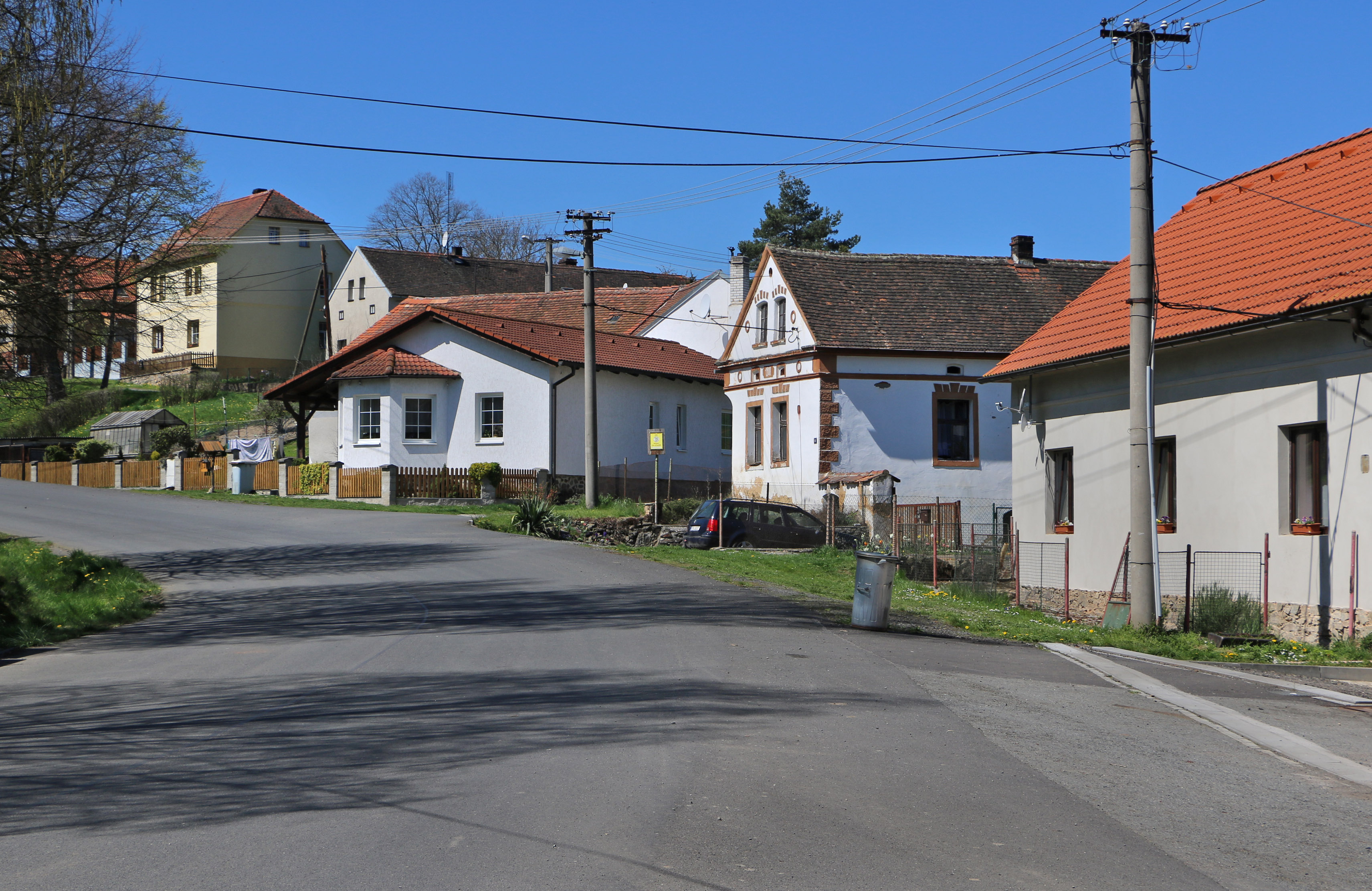
Dolní část vesnice
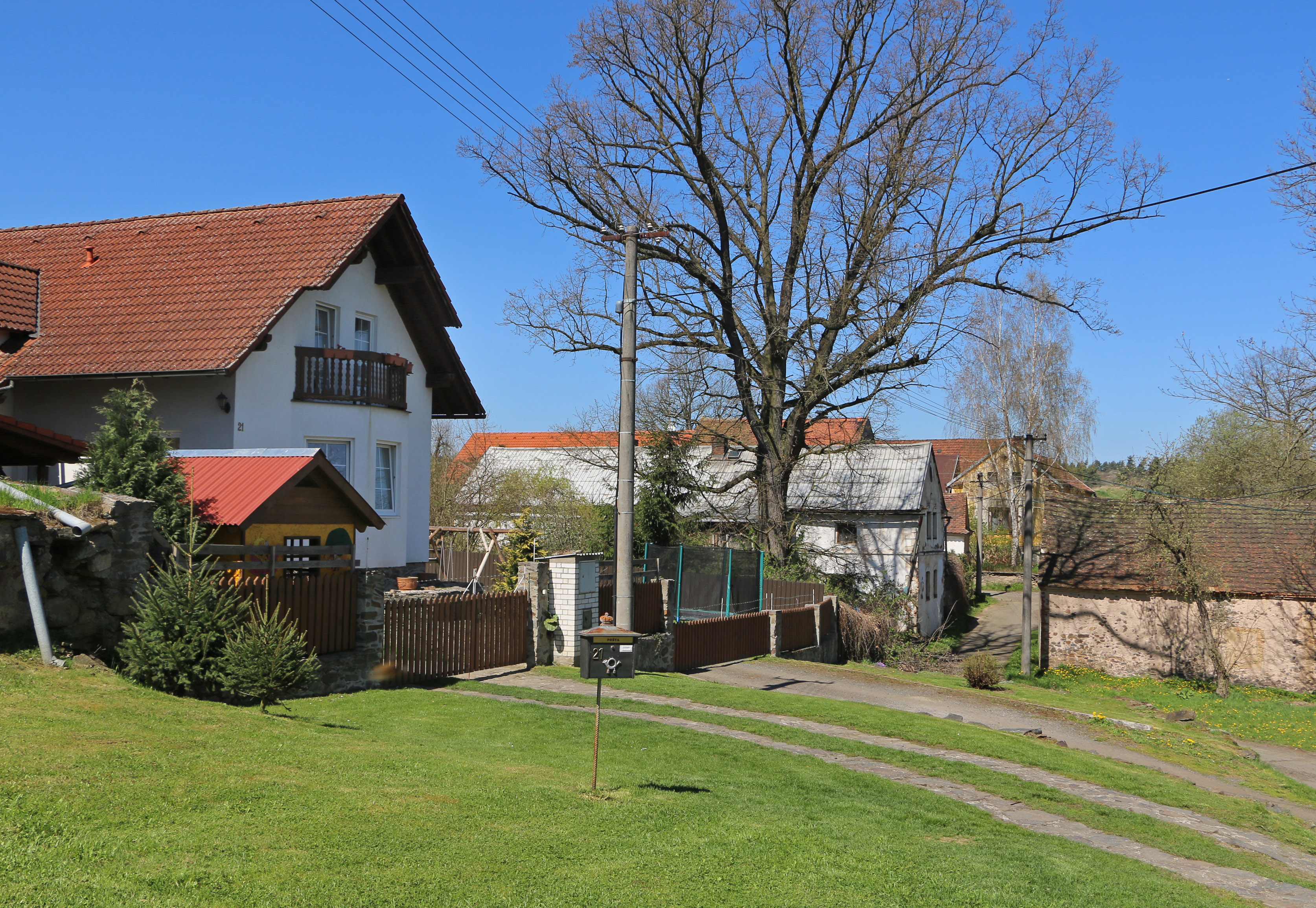
Náves
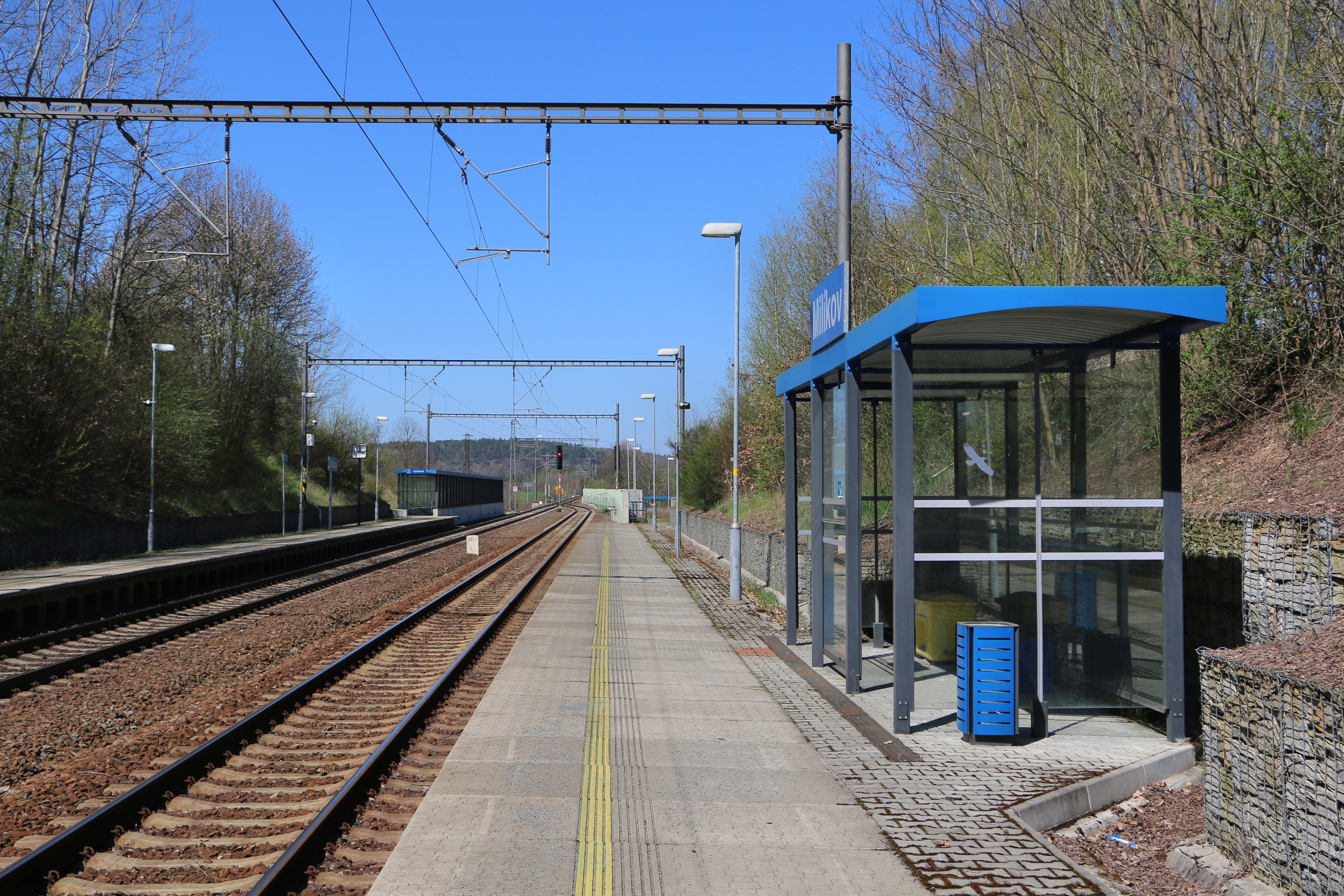
Železniční zastávka
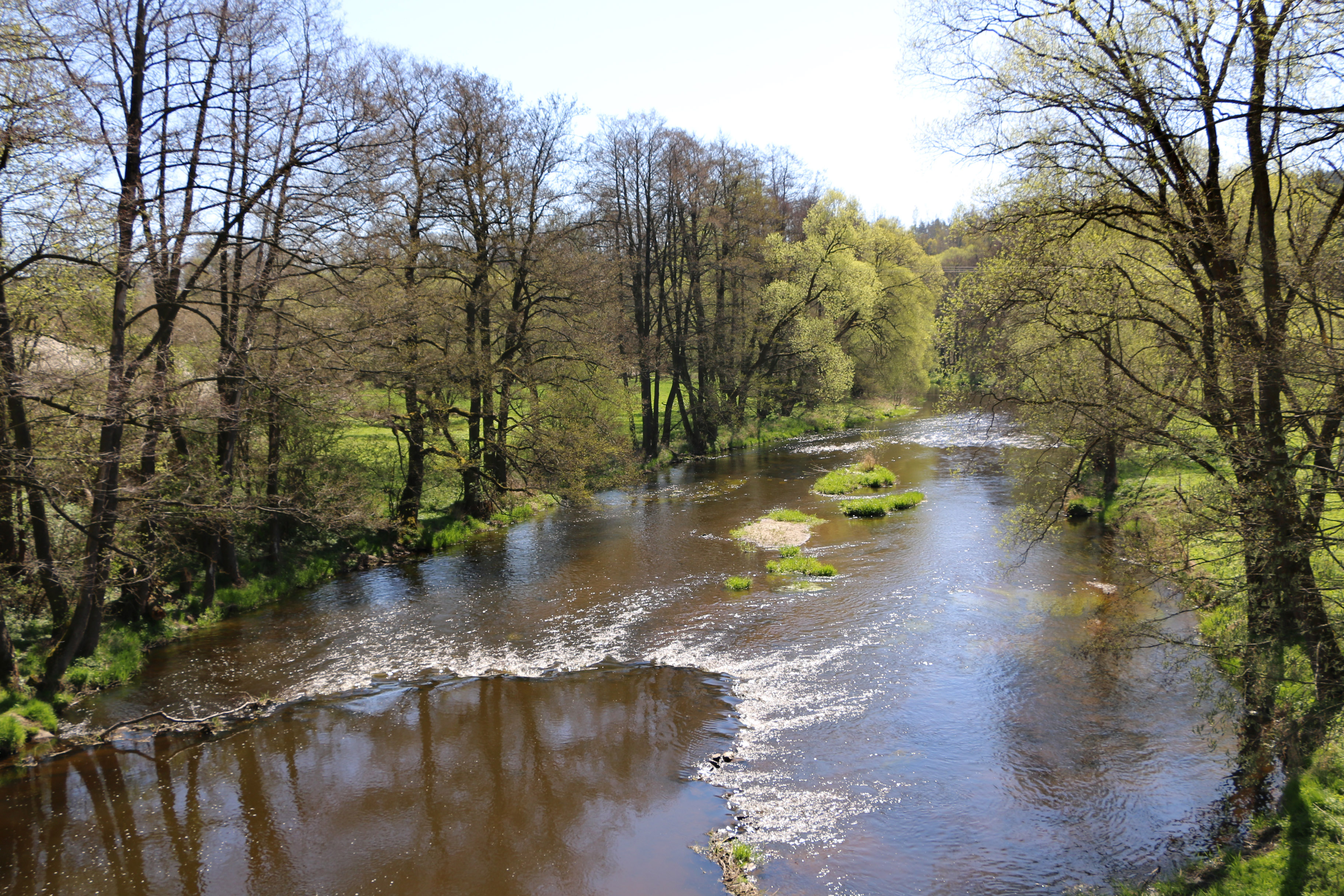
Mže ve vesnici